# Steep
Steep je zimní adrenalinová sportovní hra s otevřeným světem vydaná společností Ubisoft, která vyšla 2. prosince 2016 a je dostupná na operačním systému Windows a herních konzolích PlayStation a Xbox One.
Hra se odehrává v horských lokalitách, které jsou inspirované skutečnými místy a najdeme mezi nimi například Alpy, Aljašku, nebo Japonsko. Při hraní je zde na výběr z několika různých zimních sportů, konkrétně z lyžování, snowboardingu, wingsuit létání a paraglidingu. Postupem času byly do hry přidány raketový wingsuit, sáňky, padák na base jumping a padák na speed riding. Do hry byly v průběhu let přidány i velké rozšíření, které byly inspirovány reálnými událostmi a závody, jako jsou Winter X Games a Zimní olympijské hry 2018, které se odehrály v jihokorejském Pchjongčchangu. Hra umožňuje hraní jak singleplayer režimu, tak i toho multiplayerového.

## Vývoj
Hra byla vyvinuta firmou Ubisoft Annecy, což je francouzské studio, které stojí za tituly jako jsou například Assassin's Creed nebo Tom Clancy's Splinter Cell. S pomocí přišly také studia Ubisoft Montpellier a Ubisoft Kiev. Steep pro toto studio byla první plnohodnotná hra vyrobená z jejich dílny. Vývoj začal ke konci roku 2013 a trval tak necelé tři roky do uvedení. Velkou inspirací pro Ubisoft Annecy byla blízkost Alp, protože Annecy je francouzské město poblíž hor a tehdejší vedení se netajilo tím, že hra tohoto typu je pro ně srdcová záležitost, protože mají k horám a celkově k adrenalinovým sportům velmi blízko. Zároveň šlo i o vyplnění díry na trhu, protože podobných her není ve světě her mnoho.
Inspirace pro vývojáře byla velká a dá se najít ve hře Tom Clancy's Ghost Recon Wildlands, zde se jedná o hru s otevřeným světem od sesterské společnosti Ubisoft Paris, a kde byl také použit například paraglide. Mezi podobné hry na trhu se řadí také Skate 3, která byla velmi populární a sám Igor Manceau z Ubisoft Annecy uvedl, že jej ovlivnila série této hry na YouTube od tvůrce PewDiePie, protože v něm vyvolala zájem o daný koncept her.
Hra byla představena na konferenci Electronic Entertainment Expo v roce 2016, kde byl uveden trailer a byla zde možnost si zahrát demo verzi hry. Před oficiálním vydáním hry byla také vydána beta verze, kterou si veřejnost mohla vyzkoušet. Dne 2. prosince 2016 byla hra oficiálně spuštěna pro Windows, PlayStation 4 a Xbox One. Původně byla plánovaná verze i pro Nintendo Switch, ze které ale nakonec sešlo.

## Gameplay
Steep je multiplayerová hra s otevřeným světem, která se odehrává v zasněžených horách. Po zapnutí vás hra zavede do francouzských Alp pod nejvyšší horu Evropy Mont Blanc. To ale není jediná lokalita ve hře, protože byla později přidána mapa Aljašky, jež centrem dění byla nejvyšší hora Severní Ameriky Denali, což byla hora dříve známá jak Mount McKinley. Dalším pohořím přidaným do hry bylo v Japonsku a s přídavným rozšířením Steep - Road to the Olympics přibyla i mapa jihokorejských hor.
Hráči mají možnost vyzkoušet hlavní čtveřici zimních sportů, mezi které patří ve hře patří lyžování, snowboarding, paragliding a wingsuit. Po dodatečných DLC přibývají možnosti raketového wingsuitu, saní, basejumpingu a speed ridingu s padákem. Ve hře můžeme využít několik různých pohledů z první osoby, třetí osoby, ale i třeba pohled simulovaný z akční kamery GoPro.
Díky tomu, že je Steep multiplayerová hra, tak v něm hráči sdílejí mapy a mohou spolu jezdit. Zároveň je povoleno s ostatními hráči do sebe narážet, což je ale možné v nastavení vypnout. Pro více hráčů nabízí hra závody a další výzvy, které může hrát a soupeřit proti sobě více lidí.
Mapa nabízí variaci různých míst, kde se můžete nechat vysadit a slouží k tomu, aby se hráči nemuseli zdlouhavě přemisťovat mezi místy. Po mapě se skrývá několik schovaných míst, výzev a závodů, které se dají najít právě objevováním mapy. Pro další prozkoumávání je každý hráč vybaven dalekohledem, kterým může sledovat místa na mapě a objevovat další lokace, kde se může nechat vysadit.
Jelikož jde o adrenalinovou zimní hru, kde hlavními sporty jsou lyže a snowboard, tak samozřejmostí jsou triky, kterých je ve hře spoustu. Každý sport obsahuje své unikátní triky, mezi které se řadí různé otočky, salta a držení prkna nebo lyží. Za tyto kousky dostává hráč body, které se sčítají do té doby než hráč spadne, nebo jízdu přeruší. Další důležitou vlastností ve hře je g-force, která reaguje na nestabilní dopady nebo skoky z velké výšky a přidává hře více realističnosti.
Ve hře je také příběhová linka, která na sebe nijak nenavazuje, protože jde o plnění úkolů a výzev různými charaktery, aby se staly ultimátní legendou extrémních zimních sportů. Pro získání tohoto statusu musí hráč získat nejvyšší legendární úroveň ve všech šesti disciplínách. S přibývajícími rozšířeními byly do hry přidány další statusy, jako například "King of Winter", nebo získávání medailí na Zimních olympijských hrách a X-Games.

## Rozšíření
Pro hru Steep vyšlo postupem času několik placených rozšíření, které poskytovaly buď vylepšení o nové sporty, nebo reflektovaly aktuální sportovní události, které se ve světě děly. Jako první vyšlo rozšíření Steep - Season Pass, které obsahovalo balíčky s výzvami a novými kostýmy. Následovaly rozšíření Steep - Winterfast Pack a Steep - Extreme Pack, které se vedly v podobném duchu.
Poté 5. prosince roku 2017 přišlo DLC Steep - Road to the Olympics, které vyšlo před Zimními olympijskými hrami 2018 v jihokorejském Pchjongčchangu a mělo simulovat cestu na Olympijské hry. V rozšíření byly dostupné nové zimní disciplíny, konkrétně u-rampa, skikros a slalom. Zahrnuto v balíčku byla také nová mapa, která obsahovala tratě a překážky, na kterých se následně konaly závody.
Po necelém roce na podzim roku 2018 přišlo další velké rozšíření s názvem Steep - X-Games Pass, který podobně jako Steep - Road to the Olympics převtěluje reálné závody a událost do hry, kdy tentokrát šlo o americké závody X-Games, které se jezdí pravidelně každý rok v Aspenu. V DLC jsou nové tratě a parky v horách na Aljašce, na kterých mohou hráči trénovat a také účastnit závodů.
Následovalo Steep - 90's DLC, které obsahovalo speciální oblečení zaměřené na módu z 90. let 20. století a k tomu i nové triky a hudbu do hry. Poslední rozšíření přišlo 15. ledna 2019, které do hry přidalo nové výzvy a raketový wingsuit.